# Pizza Pizza (Restaurantkette)

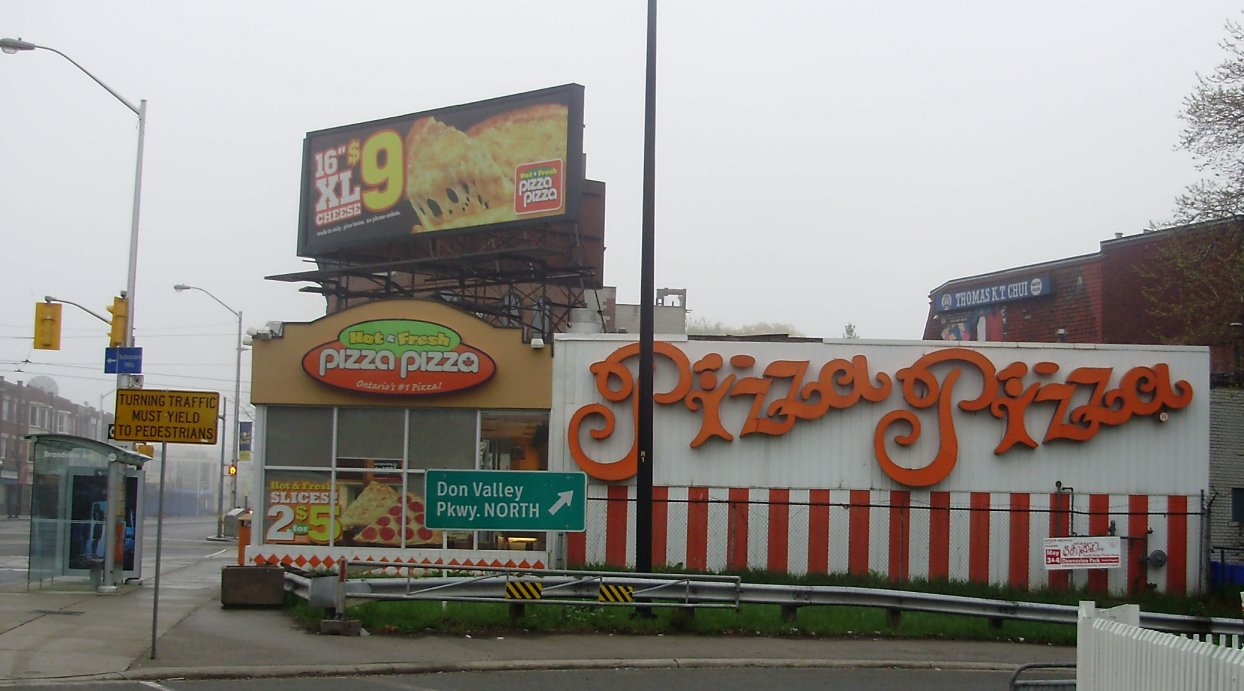
Pizza Pizza Filiale in Toronto

Pizza Pizza ist eine kanadische Pizzafranchisekette.

## Geschichte
Pizza Pizza wurde von Michael Overs gegründet, der am 31. Dezember 1967 den ersten Standort an der Ecke Wellesley Street und Parliament Street in Toronto eröffnete. Er besaß das Unternehmen bis zu seinem Tod im Jahr 2010. Sie dehnte sich in den 1970er Jahren auf das gesamte Gebiet von Toronto und in den 1980er und 1990er Jahren auf den Rest von Ontario aus. Pizza Pizza begann in den 2000er Jahren, außerhalb von Ontario erheblich zu expandieren. In ihren Börseneinreichungen von 2005 kündigte die Kette an, eine Expansion in Westkanada in Betracht zu ziehen, möglicherweise einschließlich des Kaufs bestehender lokaler Ketten. Dies führte im Juni 2007 zu einer Vereinbarung zum Kauf von Pizza 73 in Alberta. Im Oktober 2006 gab das Unternehmen bekannt, dass es auf dem Markt von Quebec expandieren werde.

## Standorte
Die Restaurants befinden sich hauptsächlich in der Provinz Ontario, während sich andere Standorte in Quebec, Nova Scotia, Prince Edward Island und im Westen Kanadas befinden. Franchise-Unternehmen im Westen Kanadas werden hauptsächlich von der Tochtergesellschaft Pizza 73 in Alberta betrieben. Das Unternehmen verfügt über mehr als 660 Standorte.